# Beebeomyia flavimaculata
Beebeomyia flavimaculata är en tvåvingeart som först beskrevs av Willi Hennig 1937.  Beebeomyia flavimaculata ingår i släktet Beebeomyia och familjen Richardiidae. Inga underarter finns listade i Catalogue of Life.